# Fallout: Настільна гра
Fallout: The Board Game — сюжетна пригодницька настільна гра, для одного-чотирьох гравців. Випущена у 2017 році, гра заснована на вигаданому всесвіті серії відеоігор Fallout від Bethesda Softworks. Опублікована Fantasy Flight Games, розробниками виступили Ендрю Фішер та Натан І. Хаєк.

## Геймплей
У грі гравці беруть на себе ролі тих, хто вижив у постапокаліптичному світі, досліджуючи руїни цивілізації та взаємодіючи з різними фракціями, істотами та персонажами з вигаданого всесвіту Fallout. У гру можуть грати 1-4 гравці, і зазвичай вона займає 2-3 години.
Гра відбувається на гексагональній дошці, яка створює різні конфігурації за мотивами відеоігор Fallout 3 і Fallout 4. Гравці обирають персонажа для дослідження пустища та виконання різноманітних квестів, за які гравці отримують очки. Квести генеруються шляхом витягування карт з колоди, що містить понад 150 карт квестів і карт зустрічей, коли гравці відвідують певні локації. Протягом гри гравці повинні боротися з різними ворогами, взаємодіяти з різними фракціями і збирати спорядження. Персонажі розвиваються, отримуючи очки досвіду за допомогою системи S.P.E.C.I.A.L.

## Доповнення
У 2018 Fantasy Flight Games випустила доповнення Fallout: New California, яке містить нові сценарії, персонажів, фрагменти мапи, картки здобичі та кооперативний режим. Доповнення базується на оригінальних відеоіграх Fallout і Fallout 2.

## Сприйняття
Люк Планкет з Kotaku похвалив квестову, дослідницьку та сюжетну системи Fallout: The Board Game. Чарльз Тіл з Ars Technica сказав, що гравці «одразу ж будуть захоплені сюжетом пригод на вибір», але розкритикував сюжетну історію за те, що вона «ніколи не досягає кульмінації». Чарлі Холл з Polygon назвав Fallout: The Board Game «напрочуд чудовою адаптацією настільної гри».